# Szczepan Przybylski
Szczepan Przybylski (ur. 15 grudnia 1899 we Wrześni, zm. 1940 w Kalininie) – starszy strażnik Straży Więziennej, kawaler Orderu Virtuti Militari, ofiara zbrodni katyńskiej.

## Życiorys
Urodził się 15 grudnia 1899 we Wrześni, w rodzinie Wawrzyna i Katarzyny z Marciniaków.
Powstaniec wielkopolski. Od 8 lutego 1919 roku ochotniczo w Wojsku Polskim, uczestnik wojny polsko-bolszewickiej. Od 1922 roku w więziennictwie, początkowo w więzieniu w Rawiczu, a od 1927 roku do września 1939 roku w więzieniu karnym we Wronkach.
Po agresji ZSRR na Polskę w 1939 roku znalazł się w niewoli radzieckiej w specjalnym obozie NKWD w Ostaszkowie. Zamordowany przez NKWD wiosną 1940 roku w Kalininie jako jedna z ofiar zbrodni katyńskiej. Pochowany w Miednoje.
5 października 2007 roku Szczepan Przybylski został pośmiertnie awansowany na stopień aspiranta Straży Więziennej.

## Ordery i odznaczenia
- Krzyż Srebrny Orderu Virtuti Militari nr 1034[1]
- Krzyż Walecznych dwukrotnie
- Medal Pamiątkowy za Wojnę 1918–1921[5]
- Medal Dziesięciolecia Odzyskanej Niepodległości[5]
- Odznaka pamiątkowa „Orlęta”[5]
- Odznaka pamiątkowa 10-lecia Więziennictwa w Polsce[5]